# Mirostenella articulata
Mirostenella articulata is een zachte koraalsoort uit de familie Primnoidae. De koraalsoort komt uit het geslacht Mirostenella. Mirostenella articulata werd in 1988 voor het eerst wetenschappelijk beschreven door Bayer. 